# Tuam (Irland)
Tuam (irisch Tuaim) ist eine Landstadt im County Galway in der Republik Irland mit 3924 Einwohnern (Stand 2022); die Bevölkerungszahl in der Agglomeration belief sich 2024 auf 9647 Personen. Die Stadt liegt westlich der Midlands und nordöstlich von Galway City.

## Geschichte
Die Ortschaft ist eine Gründung des heiligen Jarlath am Übergang vom 5. zum 6. Jahrhundert und seither Sitz des Erzbistums Tuam.

## St. Mary’s Mother and Baby Home
Das Mutter-Kind-Heim wurde vom Frauenorden Bon Secours betrieben. Durch die Entdeckung eines Massengrabes mit Kinderleichen wurde Tuam über die Landesgrenzen hinaus bekannt. Bereits 1975 hatten zwei Jungen eine zerbrochene Betonplatte über einer Grube verschoben und darunter Kinderskelette entdeckt. Damals kam es jedoch zu keiner Untersuchung; das Massengrab wurde lediglich durch einen Priester gesegnet. Laut Melderegister waren von 1925 bis 1961 in dem Heim 796 Säuglinge, Babys und Kleinkinder  gestorben. Die Leichen wurden wie Müll entsorgt, weil die Kinder unehelich geboren wurden.
Die Lokalhistorikerin Catherine Corless hatte zu den Sterbeurkunden von 796 Kindern keine Beerdigungsbelege gefunden. Ihrer These, die Leichen könnten in eine Klärgrube geworfen worden sein, schenkten die Behörden keine Beachtung und weigerten sich, Nachforschungen anzustellen; der Orden leugnete alles ab. Corless befragte Mütter, Familienangehörige und Dienstboten. Sie deckte auf, dass unter dem Zusammenwirken von Nonnen, Priestern, örtlichen Bischöfen und Behörden ledige Mütter misshandelt und verstorbene Kinder würdelos entsorgt wurden. Ihre Ergebnisse veröffentlichte sie 2014.
Eine Untersuchungskommission zu Mutter-und-Kind-Heimen mit Sitz in Dublin gab am 3. Februar 2017 die Ergebnisse zu dem 2014 wieder entdeckten Massengrab mit den sterblichen Überresten von rund 800 Kinderleichen in dem von 1925 bis 1961 betriebenen St. Mary’s Mother and Baby Home der Congregation of the Sisters of Bon Secours für ledige Mütter und ihre Kinder bekannt. Auf dem Grundstück des Heimes waren zwei Gruben gefunden worden: Während die eine als Senkgrube gedient hatte, war die andere wohl eine Abwassergrube gewesen. Dort wurden die menschlichen Überreste gefunden. Die Untersuchungskommission stellte nicht fest, ob sie zu diesem Zweck jemals benutzt worden war. Ermittlern zufolge handelte es sich bei den untersuchten Knochenfunden um Föten und Kinder im Alter von zwei bis drei Jahren in 17 von 20 unterirdischen Kammern.
Am 21. Juli 2025 begann die Exhumierung der Kinderleichen. Für die forensischen Untersuchungen werden zwei Jahre benötigt werden. 
Das Heim in Tuam war nach Medienberichten eine von zehn Einrichtungen in Irland, in denen insgesamt rund 35.000 ledige Mütter, sogenannte „gefallene Mädchen“, untergebracht waren.
Premierminister Enda Kenny ordnete eine landesweite Untersuchung ähnlicher Heime an. Der Bericht dazu zeigte 2021 die Ausbeutung der unverheirateten Mütter auf sowie erzwungene Adoptionsfreigaben.

## Religion
Die Stadt hat zwei Kathedralen. Die ältere, St. Mary’s Cathedral aus dem 14. Jahrhundert, wurde unter Elisabeth I. anglikanisiert und ist die Hauptkirche der Diözese Tuam, Killala und Achonry der Church of Ireland. Sie brannte 1767 teilweise nieder und wurde mit Veränderungen restauriert. In ihr stehen zwei der bekanntesten Keltenkreuze Irlands. Das eine ist mit einem Gebet für den König Turlough O’Conner beschriftet.
Erst 1827–1837 konnte die lange unterdrückte katholische Diözese die neue Kathedrale Mariä Himmelfahrt als die neue Mutterkirche des Erzbistums Tuam errichten.

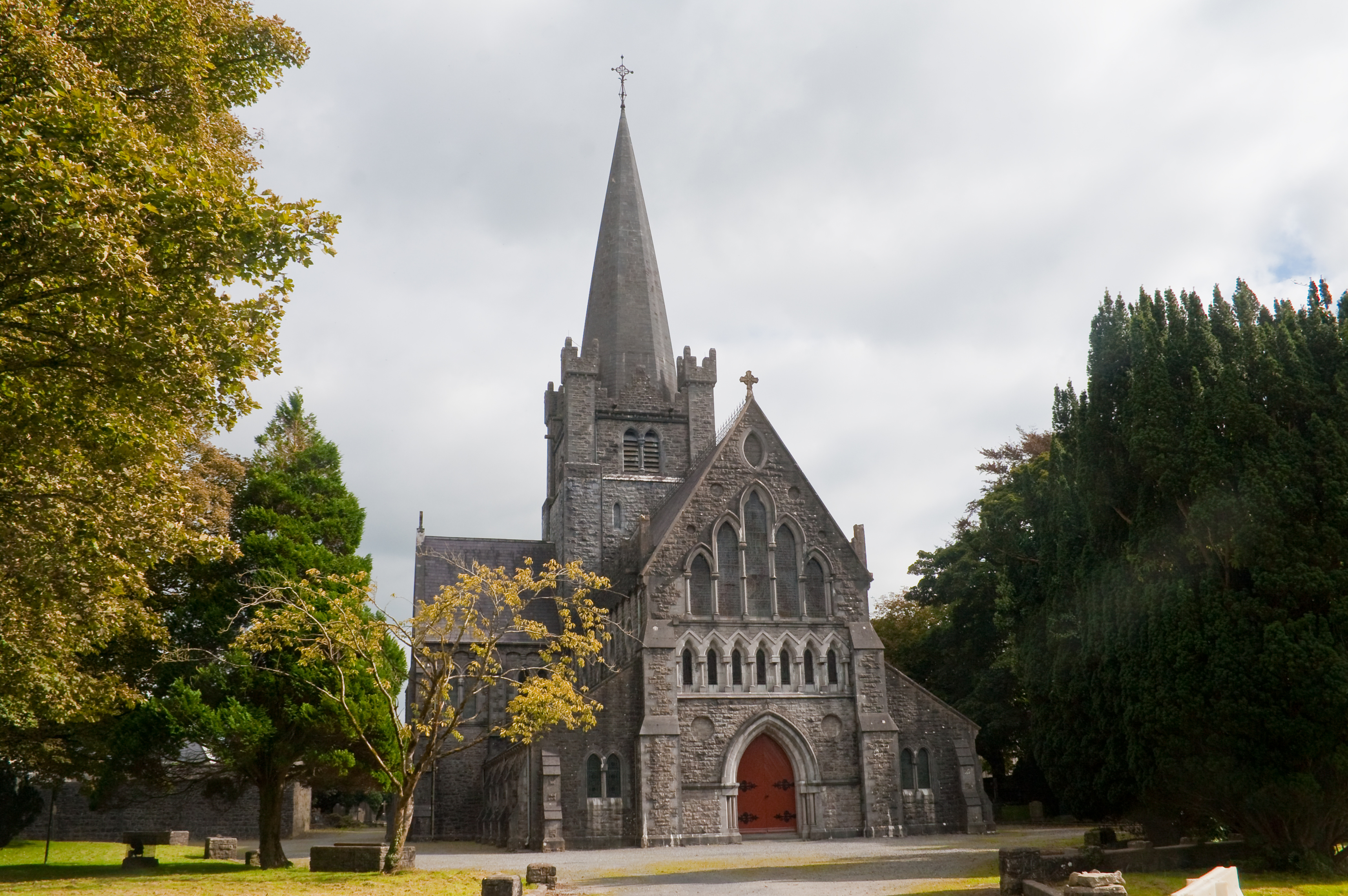
St Mary’s Cathedral
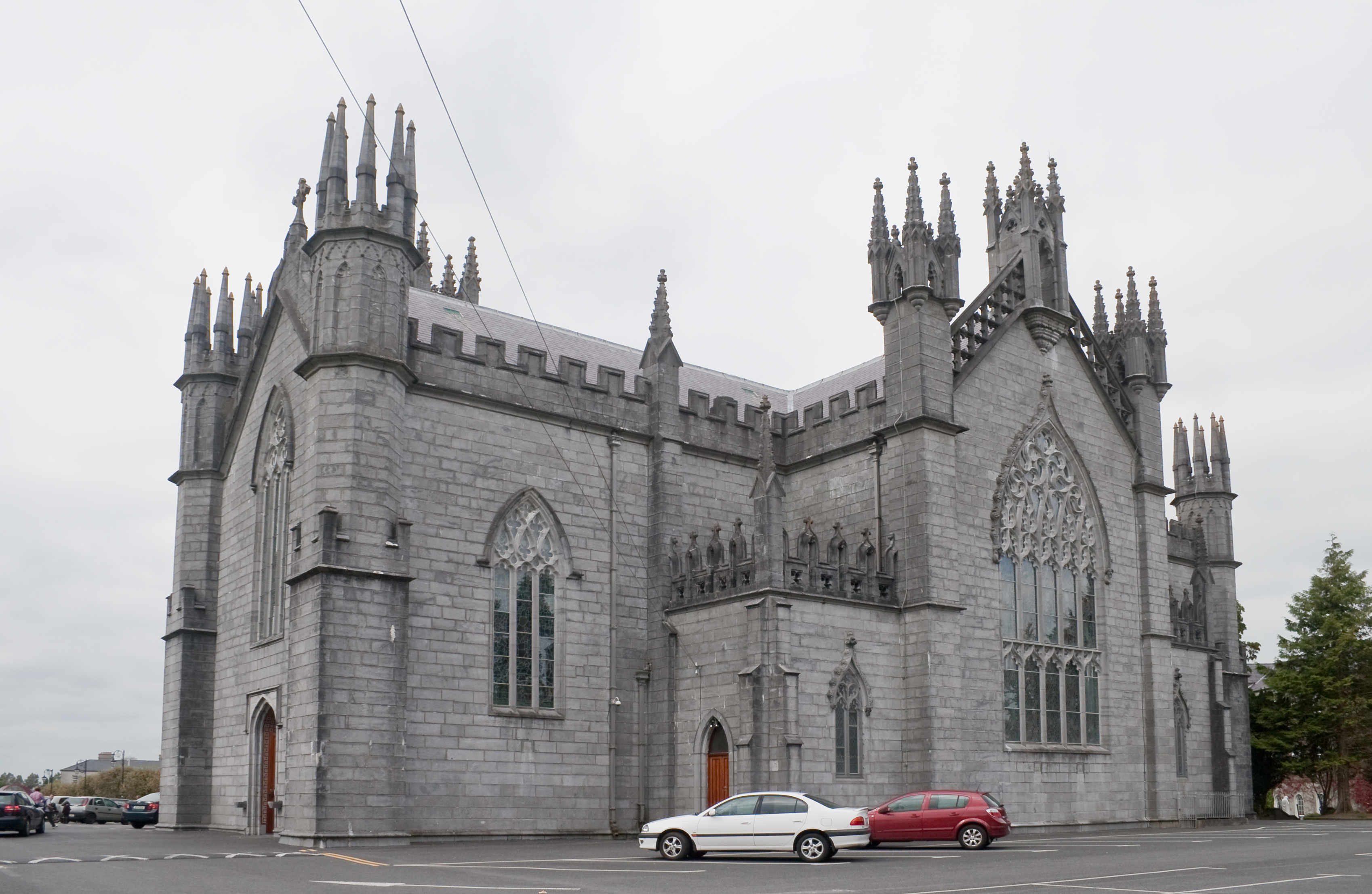
Cathedral of the Assumption
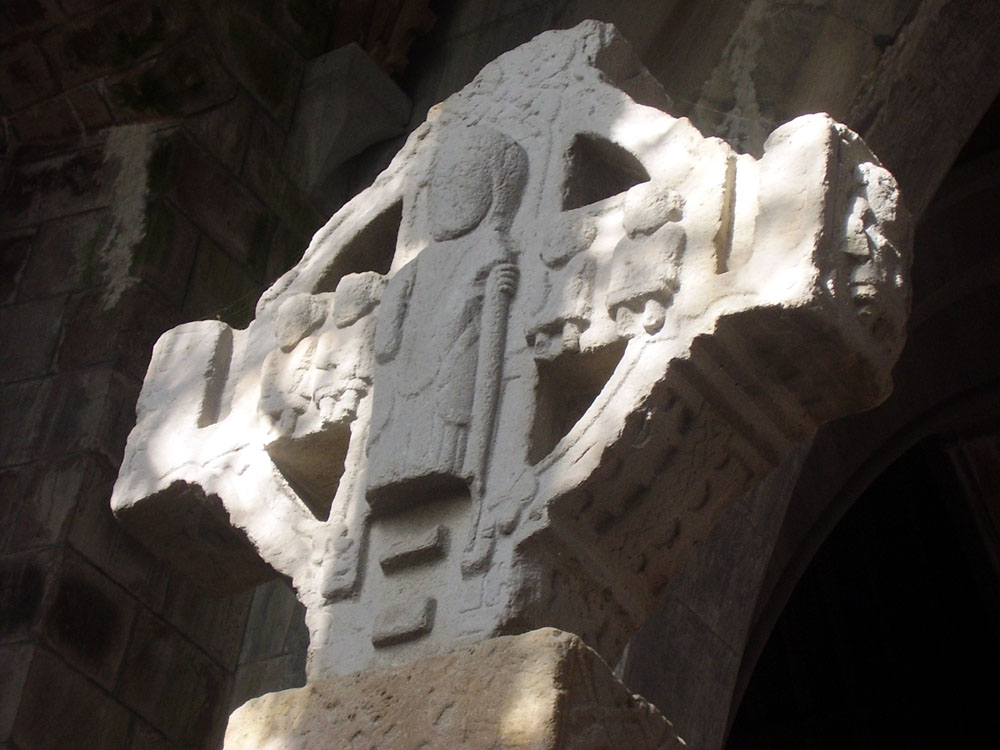
Das Tuam Cross

## Verkehr
Tuam liegt an der stillgelegten westlichen Eisenbahnverbindung von Limerick nach Sligo. Es gibt eine Kampagne, diese Verbindung wieder zu eröffnen, um sie als westliche Nord-Süd-Verbindung zu verwenden.
Nach Tuam führt von Galway her die Autobahn (Motorway) M 17, die hier in die Nationalstraße N 17 übergeht und die Überlandstraße N 83 kreuzt.

## Sport
Die Stadt hat eine lange Tradition im Gaelic Football. Das St. Jarlath College ist Rekordsieger im Hogan Cup (der nationalen Meisterschaft für Secondary Schools). Seit 1946 konnte man sich 12 Mal in die Siegerliste eintragen, zuletzt im Jahr 2002.

## Städtepartnerschaften
- Straubing in Bayern (Deutschland) ist seit 1991 Partnerstadt von Tuam.

## Persönlichkeiten
Die Mitglieder der Band The Saw Doctors sind unter den Berühmtheiten der Stadt zu erwähnen; die Stadt liegt an der Straße N17, wie einer der Songs der Band heißt.
Außerdem ist der  Ingenieur und Gewerkschaftsaktivist Mike Cooley (1934–2020), der 1981 den Right Livelihood Award erhielt, hier geboren.
Eine weitere Persönlichkeit war der Konföderierten-Leutnant Richard W. „Dick“ Dowling. Mit 47 Männern und sechs Kanonen zwang er eine gegnerische Unions-Truppe mit 2000 Soldaten im Amerikanischen Bürgerkrieg im Zweiten Gefecht am Sabine Pass zur Umkehr.

## Trivia
Tuam hat den Ruf, ein angenehmer Ort zu sein. Es gibt einen Spruch, der besagt: Wenn eine Person aus Tuam stirbt und zum Himmelstor kommt, dann wird der Engel sagen: „Dir wird es hier nicht gefallen, es ist nicht Tuam“.

## Nachweise
1. 1 2  auf citypopulation.de, abgerufen am 1. Februar 2024
2. ↑  Tuam (Town) auf citypopulation.de, abgerufen am 1. Februar 2024
3. ↑  Irland: Massengrab mit Kinderleichen entdeckt, sueddeutsche.de, 4. Juni 2014
4. ↑  Second Interim Report of the Commission on Mother and Baby Homes. In: mbhcoi.ie. 3. März 2017, abgerufen am 1. November 2020.
5. ↑  Jochen Wittmann: Der Horror von Tuam, RUNDSCHAU im Verbund der SÜDWEST PRESSE, 18. Juli 2025, S. 6.
6. ↑  Ergebnisse nach Kinderleichen-Fund veröffentlicht. In: Katholisch.de. 3. März 2017, abgerufen am 4. März 2017.